# Bisdom Kitui
Het bisdom Kitui (Latijn: Dioecesis Kituiensis) is een rooms-katholiek bisdom met als zetel Kitui, in Kenia. Het bisdom is suffragaan aan het aartsbisdom Nairobi. 

## Geschiedenis
Het bisdom werd opgericht op 20 februari 1956, als de apostolische prefectuur Kitui, uit delen van het aartsbisdom Nairobi en het bisdom Meru. Op 16 november 1963 werd het verheven tot bisdom. 

## Parochies
Het bisdom had in 2021 een oppervlakte van 30.496 km2 en telde 1.165.540 inwoners waarvan 19,7% rooms-katholiek was.

## Bisschoppen
- William Dunne (prefect: 19 oktober 1956, bisschop: 16 november 1963 - 2 november 1995)
- Boniface Lele (2 november 1995 - 1 april 2005)
- Anthony Muheria (28 juni 2008 - 23 april 2017; apostolisch administrator tot 29 augustus 2020)
- Joseph Maluki Mwongela (17 maart 2020 - heden)